# Sebastián Alquati
Sebastián Alquati (Rosario, 20 mei 1976) is een voormalig judoka uit Argentinië, die zijn Zuid-Amerikaanse vaderland tweemaal vertegenwoordigde bij de Olympische Spelen (1996 en 2000). In de klasse tot 71 kilogram strandde hij in beide gevallen voortijdig.